# オスカルス・クラヴァ
オスカルス・クラヴァ（Oskars Kļava、1983年8月8日 - ）は、ラトビア・リエパーヤ出身の元サッカー選手。現役時代のポジションはDF。

## クラブ

### FKリエパーヤス
FKリエパーヤス・メタルルグスのユース出身。2002年にプロデビューを果たした。
2002年8月15日、オーストリアのFCケルンテンとの試合でUEFAカップに初出場をしたが、自身は2枚のイエローカード受け退場。その事が影響したのかチームは2-0で敗れた。
2005年7月28日、UEFAカップ予選1回戦でフェロー諸島のNSÍ Runavíkと対戦。この試合の後半37分に欧州の舞台で初の得点を記録し、チームの勝利に貢献した。
2008年1月、イングランドのリーズ・ユナイテッドAFCのトライアルに参加。

### FCアンジ・マハチカラ
2010年8月、8年間在籍したクラブを離れ、ロシアのFCアンジ・マハチカラに移籍。契約期間は3年。
同月15日、ロシア･プレミアリーグ第17節の対CSKAモスクワ戦でデビューをし、その年は11試合に出場をした。しかし、翌年は大型補強とそれに伴う外国人制限の波に押される形で出場機会がなくなった。
FCヒムキへのレンタル移籍
2011年8月、ロシア・ファーストディビジョンに所属するFCヒムキに半年間のレンタル移籍をした。

### 代表
ラトビア代表としては、U-21代表に招集されている。2004年11月、バーレーン代表との親善試合でA代表に招集された。
2005年12月24日、タイ代表との試合で代表デビューをした。

## タイトル
クラブ
- FKリエパーヤス・メタルルグス
  - ヴィルスリーガ：2 (2005、2009)
  - ラトビア・カップ：1 (2006)
  - バルティックリーグ: 1 (2007)